# Rio Água Machado
O Rio Água Machado é um curso de água do arquipélago de São Tomé e Príncipe, localizado no distrito de Cantagalo, ilha de São Tomé. Este curso de água corre para Oeste até encontrar o Rio Manuel Jorge de que é afluente.